# Joseph Dacre Carlyle
Joseph Dacre Carlyle, född 4 juni 1758 i Carlisle, död 12 april 1804, var en engelsk orientalist. Han översatte delar av Bibeln till arabiska och författade flera psalmer. Carlyle är representerad i The Church Hymn book 1872 med psalmen Lord! when we bend before thy throne, diktad 1805.